# Megg
株式会社Megg（ミグ、英: Megg Co.,Ltd.）は、宮崎県宮崎市に本社を置く日本の企業。家庭用ゲームソフトウェア・携帯用ゲームアプリの企画、制作、運営を行っている。

## 会社概要
主に家庭用ゲーム、携帯ゲームのプランニングを得意としている。
インターネット向け番組の企画・配信も行っている。

## 制作ソフト

### ニンテンドー3DS
- おさわり探偵 小沢里奈 ライジング3 なめこはバナナの夢を見るか？（サクセス）

### スマートフォンアプリ
- トリオトスApp（バンダイナムコゲームス）
- 【ゲームセンターCX】くぐれっ!（フジテレビ）
- 【ゲームセンターCX】高尾山登り（フジテレビ）
- 関ヶ原演義（D2C）
- 戦国修羅SOUL（クリーク・アンド・リバー社）

※括弧内は販売元